# Lipica (Tutin)
Pour les articles homonymes, voir Lipica.
Lipica (en serbe cyrillique : Липица) est un village de Serbie situé dans la municipalité de Tutin, district de Raška. Au recensement de 2011, il comptait 40 habitants.

## Démographie
| 1948 | 1953 | 1961 | 1971 | 1981 | 1991 | 2002 | 2011 |
| ---- | ---- | ---- | ---- | ---- | ---- | ---- | ---- |
| 164  | 172  | 168  | 154  | 137  | 91   | 82   | 40   |

|  |